# Kanton Perpignan-3
Der Kanton Perpignan-3 ist seit 1973 ein französischer Wahlkreis im Arrondissement Perpignan im Département Pyrénées-Orientales in der Region Okzitanien.

## Gemeinden
Der Kanton besteht aus zwei Gemeinden und Gemeindeteilen mit insgesamt 24.435 Einwohnern (Stand: 1. Januar 2022) auf einer Gesamtfläche von 14,29 km²:
| Gemeinde           | Einwohner 1. Januar 2022 | Fläche km² | Dichte Einw./km² | Code INSEE | Postleitzahl |
| ------------------ | ------------------------ | ---------- | ---------------- | ---------- | ------------ |
| Cabestany          | 10.414                   | 10,42      | 999              | 66028      | 66330        |
| Perpignan          | 14.021                   | 3,87       | 3.623            | 66136      | 66000, 66100 |
| Kanton Perpignan-3 | 24.435                   | 14,29      | 1.710            | 6608       | –            |

1. ↑   Nur der südöstliche Teil der Gemeinde, der Rest verteilt sich auf die Kantone Perpignan-1, Perpignan-2, Perpignan-4, Perpignan-5 und Perpignan-6.

Bis zur landesweiten Neuordnung der französischen Kantone im März 2015 besaß der Kanton den INSEE-Code 6620.